# Nyugaton a helyzet változatlan (regény)
A Nyugaton a helyzet változatlan (Im Westen nichts Neues) Erich Maria Remarque 1929-ben megjelent regénye. Az egyik legsikeresebb I. világháborús regény, amit a világ szinte minden nyelvére lefordítottak. A szerző a könyv címeként a háborús propaganda egy jellegzetes frázisát használta fel.
Remarque tizennyolc évesen, 1917-ben a frontra került, ahol a bal lábán, a jobb kezén és a nyakán sebesült meg. Katonai kórházba került, s a háború végéig ott is maradt. Húszéves korában szerelték le. Kortársaival egyetemben semmi mást nem látott még a világból, mint az iskolát és a frontot. A regény ennek a nemzedéknek, szenvedéseiknek és kiábrándulásuknak a története.
A könyv hőséből, Paul Bäumerből és társaiból a háború borzalmai mindent kitörölnek, csak a bajtársiasság érzését hagyják meg.

## Feldolgozások
- Nyugaton a helyzet változatlan (1930) fekete-fehér amerikai háborús film Lewis Milestone rendezésében
- Nyugaton a helyzet változatlan (1979) rendező: Delbert Mann
- Nyugaton a helyzet változatlan (2022) rendező: Edward Berger

## Magyarul
- Nyugaton a helyzet változatlan; ford. Benedek Marcell; Dante, Bp., 1929 (Halhatatlan könyvek)
- Nyugaton a helyzet változatlan; ford. Ortutay Katalin; Cartaphilus, Bp., 2008 (Filmregények)